# Kinesisk malurt
Kinesisk malurt (Artemisia annua) er en enårig plante i kurvblomstfamilien. Den har været brugt som lægeplante i Kina i over 2000 år.